# Strahd von Zarovich
Il conte Strahd Von Zarovich è il protagonista della serie di giochi di ruolo e di romanzi Ravenloft.
È il primo vampiro creato sul semipiano di Ravenloft, e ne è l'indiscusso signore e padrone. Vive nel regno di Barovia, di cui è il Lord. Il suo aspetto e la sua personalità si rifanno liberamente al celebre personaggio creato da Bram Stoker, il Conte Dracula. Fisicamente è descritto come un uomo alto e snello, col volto scarno e dai lineamenti duri, capelli neri e ipnotici occhi scuri che si accendono di rosso quando è arrabbiato o eccitato, una pelle molto pallida e orecchie appuntite. Di solito, indossa vestiti neri con delle finiture di rosse e bianche. I suoi abiti sono simili a quelli di moda tra gli antichi nobili di Barovia. Indossa un solo gioiello, una grande pietra preziosa rossa su una pesante catena d'oro intorno al suo collo.

## La storia
Strahd si definisce il "primo vampiro". L'affermazione appare inverosimile, data la diversità e la quantità di tali creature. È certamente il primo vampiro di Ravenloft. Quando era un uomo, Strahd era un guerriero buono e giusto. I suoi eserciti unificarono molti paesi. Gli anni di guerra lo cambiarono lentamente. Passata la gioventù, si ritrovò amareggiato a rimuginare sulla sua morte. Si stabilì a Barovia, in un mondo adesso dimenticato, per regnare. Lui e la sua famiglia fecero del castello sul precipizio la loro casa - un castello chiamato Ravenloft.
Strahd regnò su Barovia con mano dura, opprimendo il popolo. Ma non faceva ancora parte del semipiano di Ravenloft. Il fratello più giovane di Strahd, Sergei, era fidanzato con Tatyana, una ragazza della valle. Anche Strahd era innamorato della ragazza e non poteva sopportare che fosse di un altro, anche se era suo fratello. I suoi sentimenti erano così intensi che fece un patto con un potere oscuro (Strahd dice con la morte stessa). Sigillò il suo patto uccidendo suo fratello poche ore prima delle nozze. Strahd divenne un non-morto. Per il calendario baroviano, era la primavera del 351. Tatyana lo respinse e scappò; lui la inseguì fino a che la ragazza non cadde in uno strapiombo dalle mura del castello. Nel frattempo una famiglia sua vassalla, invitata al matrimonio, aveva organizzato un complotto per impossessarsi del potere, trucidando tutti i presenti. Strahd, sconvolto sia per la fine di Tatyana che per la ribellione in atto, lasciò i pochi superstiti nel salone, aggirandosi per il castello per far strage dei soldati che appoggiavano la ribellione. Questi tentarono ripetutamente di ucciderlo ma fallirono. Era diventato un vampiro. Non si sa esattamente come e perché Barovia entrò nel semipiano dell'orrore. Se dipenda dal patto di Strahd, dagli assassinii sfrenati, o da una maledizione della terra di Barovia. Forse per tutti e tre i motivi. Ma Barovia entrò nel semipiano e diventò il suo primo dominio. 
Come il castello di Strahd, il semipiano fu conosciuto come Ravenloft (ci si riferisce sempre al castello come "Castel Ravenloft"; "Ravenloft" indica il semipiano). Con il tempo, la terra si è adattata a Strahd e alla sua maledizione. Barovia si è ingrandita, estendendosi a parecchie valli delle Montagne Balinok. Un anello di nebbia soffocante circonda il villaggio di Barovia e Castel Ravenloft. Il controllo di Strahd sulle creature di Barovia è aumentato. Lui è veramente il lord del suo dominio. Prima della sua trasformazione, Strahd era un mago con delle mediocri capacità. Adesso si è dedicato alla morte, diventando un potente Necromante. Essendo intrappolato nel semipiano di Ravenloft ha poche altre cose da fare per impiegare il suo tempo. Ha esplorato le vie della morte e compreso i propri poteri e la propria natura di vampiro. 
Nel 470, una banda di Vistani guidati da Madame Eva entrò a Barovia. Lei e la sua gente hanno una resistenza naturale ai poteri della terra e Strahd li temeva. Eva e Strahd fecero un accordo: Strahd li avrebbe protetti dal pericolo (il suo), se i Vistani avessero accettato di cercare un portale che lo liberasse dal semipiano. Strahd diede a Madane Eva la formula che contrasta gli effetti della nebbia mortale. Nel 542, Azalin il lich entrò a Ravenloft. Accettò di servire il lord vampiro con riluttanza. Strahd chiese due cose al lich: che gli insegnasse le magie più potenti e usasse i suoi poteri per trovare una via di fuga da Ravenloft. Dopo anni di esperimenti, Azalin riuscì a trasportare se stesso e Strahd a Mordent. Credettero di aver trovato una via di fuga verso il Piano Materiale, ma Mordent divenne parte del semipiano di Ravenloft, la loro prigione. Era l'anno 579. Né Strahd né Azalin ricordano che cos'è successo a Mordent. Adesso è come un sogno per loro. Come dicono le leggende, presero parte agli esperimenti di un alchimista che aveva inventato un magico Apparatus che poteva dividere e trasferire le anime. In seguito, Azalin divenne lord di Darkon. Gli anni sono passati e Barovia esiste ancora. L'originale calendario di Barovia segna ancora il passaggio del tempo nel semipiano. Non è cambiato molto, incluso lo stesso Strahd. Solo i Vistani possono entrare e uscire da Barovia con sicurezza; il loro patto con Strahd dura ancora. Sfortunatamente per Strahd, lui non può mai lasciarla.

## Situazione attuale
Strahd è un genio spietato freddo e calcolatore. Tutto quello che fa ha un fine. Strahd non fa mai qualche cosa senza un preciso motivo. Ha sempre un piano di emergenza (o due) per ogni situazione. Per lui, che è un Non-Morto, il tempo non ha significato. È più paziente di qualsiasi mortale. Non permette mai a nessuno di conoscere i suoi piani. Strahd ha solo due debolezze: è stato tanto potente per così tanto tempo che tende a sottovalutare l'abilità dei normali umani. È egocentrico, ma non permetterà mai a dello stupido orgoglio di metterlo in pericolo. Non gli dà nessun fastidio ritirarsi davanti ad un avversario. 
La sua seconda debolezza, la più grande, è il suo "eterno" amore per Tatyana. Il suo corpo non è mai stato trovato dopo che si gettò nel precipizio. Attraverso gli anni, c'è sempre stata una donna a Barovia che assomiglia a Tatyana tanto da poter essere solo la sua reincarnazione. Trovare questa donna, ottenerla e vincere il suo amore è l'ossessione di Strahd. Strahd farebbe quasi tutto pur di riavere Tatyana. Non agirà da folle o da stupido per lei, ma si assumerà volontariamente dei rischi calcolati. Lei è la sola cosa che può emozionare il suo spirito. 
Strahd mantiene delle relazioni con i Vistani e anche con altri lord di Ravenloft. Li tratta come se fossero i pezzi di una scacchiera, che devono essere manipolati per ottenere un risultato. I Vistani sono la sua fonte primaria di informazioni sugli altri domini. Eseguono anche commerci e acquisti per lui. Non si cura per niente dei suoi discendenti, dei suoi servi e delle creature sotto il suo dominio. Il semipiano ha dato a Strahd molti poteri. Per esempio, ha una carrozza trainata da cavalli che percorrono le strade di Barovia quando lo desidera. La carrozza può aspettare, far salire o scendere delle persone, anche se non c'è un cocchiere. Strahd può individuare la presenza di creature pensanti vicino alla carrozza e sapere se queste si trovano dentro o no, ma non può leggere le loro menti o comunicare con loro.